# Casa de carrer (Tiana)
La Casa de carrer és una obra de Tiana (Maresme) inclosa a l'Inventari del Patrimoni Arquitectònic de Catalunya.

## Descripció
Edifici civil, format per una planta baixa -quadrada-, al qual destaca, quasi exclusivament, el gran coronament superior que amaga la teulada realitzada amb línies corbes -còncaves a les parts laterals i convexa a la part central-. D'altra banda a la decoració sobresurt l'ús de la rajola bicolor -blava i blanca; i típica d'aquesta colònia-, situada damunt de les obertures i a altres elements decoratius, com és el cas de la petita placa ceràmica ovalada, situada al bell mig del coronament de la façana.

## Història
Possiblement realitzada a la segona dècada del segle xx.